# Pastinaca lucida
Pastinaca lucida (лат.) — многолетнее травянистое растение, вид рода Пастернак (Pastinaca) семейства Зонтичные (Apiaceae).

## Ботаническое описание
Двулетнее травянистое растение высотой от 20 до 100 см. Части растения имеют неприятный запах. Стебель прочный, вертикальный, ребристый, угловато-бороздчатый, голый и сильно разветвлённый в области цветков.
Листовая пластинка глянцевая, кожистая, имеет мелкопильчатые края. Базальные листья стеблевые, неразделённые, более или менее сердцевидные, длиной до 20 см и шириной до 15 см. Стеблевые листья крупнее и разделены на три-семь неразделённых или слабо лопастных листовых сегментов.
Период цветения в Северном полушарии с апреля по август. Цветки собраны в сложные зонтики, которые состоят из 5-15 зонтичных лучей. Цветки жёлтого цвета имеют двойной околоцветник. Лепестки обычно закручены кверху, а чашелистики развиты минимально. Пять тычинок. Завязь неполноценная.
Субфрукты разделённого плода эллиптические, длиной от 4 до 7 мм, сильно сплюснутые, с масляными клетками и крыльями длиной до 1 мм по краю.

## Распространение
Эндемик Майорки и Менорки. Произрастает в скалистых районах и по обочинам дорог, особенно в горах.

## Таксономия
Впервые вид был научно описан в 1767 году Карлом Линнеем в 12-м издании Systema Naturae.

## Химический состав
Части растения обладают сильными фототоксическими свойствами.